# A Cultura Brasileira — Introdução ao Estudo da Cultura no Brasil
A Cultura Brasileira — Introdução ao Estudo da Cultura no Brasil é um livro sobre sociologia de Fernando de Azevedo publicado pelo Instituto Brasileiro de Geografia e Estatística (IBGE) em 1943, e um ano depois pela Editora Nacional. O livro é considerado sua obra-prima, e é um dos escritos fundadores da história da educação no Brasil, com sua teoria sendo aplicada até os dias de hoje.

## Antecedentes
No século XX, diversos países passaram a se preocupar sobre o progresso de suas nações. No âmbito internacional, o Brasil havia sido considerado um exemplo de diversidade durante e após a Segunda Guerra Mundial, o que levou a Organização das Nações Unidas para a Educação, a Ciência e a Cultura (UNESCO) a financiar pesquisas raciais no país. O órgão, porém, concluiu que o país era desigual. No âmbito nacional, surgiu uma necessidade de criar uma identidade nacional. A sociologia passou por um momento de transformação, onde o marxismo começou a ser considerado uma alternativa para as explicações sociológicas vigentes até então, consideradas por parte dos intelectuais como falsas. De acordo com Fernando Mota, "(...) atingiu-se a formulação clara segundo a qual a Cultura Brasileira existe apenas para seus ideólogos".
Fernando de Azevedo foi um cientista importante no Brasil durante o século XX, que contribuiu nas áreas de educação e sociologia. Também foi jornalista e teve grande participação na política do país, sendo um dos criadores do Ministério da Educação e um dos articuladores para a criação da Universidade de São Paulo (USP).
A obra foi escrita sob encomenda para o Instituto Brasileiro de Geografia e Estatística (IBGE), durante o Estado Novo, como uma introdução ao censo demográfico. Na época, Azevedo trabalhava como editor da Biblioteca Pedagógica Brasileira e acabava de começar sua atuação na USP, já sendo reconhecido por seu trabalho.

## Conteúdo
O livro é dividido em três partes, intituladas “Os fatores da cultura” (cinco capítulos), “A Cultura” (seis capítulos) e “A transmissão da Cultura” (cinco capítulos), onde Fernando de Azevedo estuda os ciclos econômicos do Brasil, desde o pau-brasil até a industrialização, e analisa a formação cultural do país. Ele também possuía um caderno iconográfico de 232 páginas, além de uma série de ilustrações, algo não tão comum na época. Originalmente, ele fora planejado para ser desdobrado em mais de quinze volumes.
No livro, Azevedo tentou conciliar as visões sociológicas funcionalista, de Malinowski, racialista, de Romero e Viana, e culturalista, de Boas e Freyre, traçando uma visão nacionalista dos problemas do Brasil. Ele conclui que não há como haver desenvolvimento econômico sem o preparo cultural para a "invenção e a iniciativa". Para o autor, as reformas educacionais feitas pela Revolução de 30 foram o mais próximo que o governo brasileiro conseguiu de chegar em tal objetivo, com a centralização da educação e a homogeneização da cultura brasileira. Como base teórica, Azevedo rejeita a cultura como definida pela antropologia e abraça ideias conservadoras de sociólogos franceses e historiadores alemães, onde ela não é transmitida pela genética, mas pelas relações geracionais. Ele também define a civilização como a capacidade do povo de exercer controle de suas emoções.

## Recepção
A obra foi bem recebida pelo público, ganhando traduções para o inglês e o espanhol, e havia interesse em uma tradução para o alemão. O livro ganhou o total de sete edições. A quinta edição foi esgotada, sendo vendidos 35 mil exemplares em português e 10 mil em inglês.